# Balaenoptera bonaerensis
La balenottera minore antartica (Balaenoptera bonaerensis Burmeister, 1867), o balenottera minore australe, è una delle specie più comuni della famiglia dei Balenotteridi.
Secondo studi recenti il Bio-duck,ossia il misterioso suono ritmico rilevato da anni nei mari attorno all'Antartide,sarebbe riconducibile proprio a questa specie.

## Descrizione
La balenottera minore antartica è uno dei rappresentanti più piccoli della famiglia dei Balenotteridi, nonché uno dei Misticeti di minori dimensioni. Tra i Balenotteridi solamente la balenottera minore comune è più piccola, e tra i Misticeti la caperea ha dimensioni ancora inferiori. La sua lunghezza varia tra i 7,2 e i 10,7 metri e il peso tra le 5,8 e le 9,1 tonnellate. In media le femmine sono circa un metro più lunghe dei maschi. Alla nascita misurano tra i 2,4 e i 2,8 metri.
Il dorso è di colore grigio scuro e il ventre è bianco. Su entrambi i fianchi è presente una striscia di colore grigio più chiaro estesa dal dorso al ventre. Le natatoie sono di colore scuro, con il margine anteriore bianco.
La balenottera minore antartica si differenzia da quella comune sotto vari aspetti. Ha dimensioni leggermente maggiori e, a differenza dell'altra, non ha la banda bianca sulle natatoie. Presenta inoltre differenze meno evidenti nella colorazione e nella forma del corpo.

## Biologia
La balenottera minore antartica viene avvistata generalmente da sola o in coppie, ma nelle zone di alimentazione sono state registrate anche aggregazioni di centinaia di esemplari. La sua dieta consiste soprattutto di krill, e a sua volta viene predata dalle orche (Orcinus orca).
La balenottera minore antartica raggiunge la maturità sessuale a 7-8 anni, e vive in media circa 50 anni. L'accoppiamento avviene in inverno. Dopo una gestazione di dieci mesi, la femmina partorisce generalmente un unico piccolo, sebbene talvolta avvengano anche parti gemellari o addirittura trigemini. Il piccolo viene svezzato a cinque mesi di età, e rimane con la madre fino a due anni.
La balenottera minore antartica può nuotare anche a velocità di 20 km orari e immergersi per 20 minuti, nonostante le sue immersioni durino in media solo pochi minuti. È una specie piuttosto curiosa, nota per avvicinarsi frequentemente alle imbarcazioni.

## Distribuzione e habitat
Diffusa in tutti gli oceani dell'emisfero australe, la balenottera minore antartica può talvolta oltrepassare l'Equatore ed essere avvistata nell'emisfero boreale. In estate, si raduna in gruppi numerosi nelle acque antartiche per alimentarsi, mentre in inverno si sposta verso nord per riprodursi in acque tropicali o temperate. Tuttavia, non tutte le balenottere migrano: alcune trascorrono tutto l'anno in Antartide.
È presente sia in acque costiere che in aperto oceano. Durante l'estate, si raduna ai margini della banchisa o tra il pack e il polynya.

## Conservazione
La prima cattura di quella che probabilmente era una balenottera minore antartica (il rapporto stilato non indica se si trattava di una caperea o di questa specie, ma era quasi sicuramente quest'ultima) venne effettuata da balenieri britannici durante la stagione di caccia in Antartide del 1950-51. Nel 1957-58, il numero di esemplari catturati era salito a 493 capi. Le catture furono relativamente poche e poco più che sporadiche nelle stagioni seguenti, fino al 1967-68, quando ne vennero catturate 605. Nel 1971-72 ne vennero prese 3021. Non volendo incappare negli stessi errori fatti in precedenza con altre specie, la International Whaling Commission (IWC) stabilì una quota di 5000 esemplari per la stagione successiva, 1972-73. Nonostante queste precauzioni, ne vennero catturati 745 esemplari in più.
La quota stabilita per il 1973-74 fu ancora di 5000 capi, ma Giappone e Unione Sovietica, le uniche due nazioni che allora potevano cacciare balene in acque antartiche, protestarono, e la quota fu portata a 7713 capi (tutti catturati). Da allora le catture annue fluttuarono tra i 5000 e i 7000 capi (con un massimo di 7900 nel 1976-77) fino al 1986-87, quando nei mari antartici ebbe fine lo sfruttamento commerciale di questa specie.
Dal 1987 a oggi, il Giappone ha inviato ogni anno nell'oceano Australe una flotta composta da un'unica nave officina e da alcune baleniere all'apposito scopo di catturare balenottere minori antartiche, come stabilito nell'Articolo VIII della IWC, che consente la cattura di balene per ricerche scientifiche. Il primo programma di ricerca, il Japanese Research Program in the Antarctic (JARPA), ebbe inizio nel 1987-88, con la cattura di 273 esemplari. Le quote e le catture vennero ben presto portate da 330 a 440. Nel 2005-06, ebbe inizio il secondo programma di ricerca, il JARPA II. Durante i primi due anni (2005-06 e 2006-07), in quelli che il Giappone chiamò «studi di attuabilità», vennero stabilite quote per la cattura di 850 balenottere minori antartiche e 10 balenottere comuni. La quota venne raggiunta nella prima stagione, ma, a causa di un incendio, nella seconda vennero catturati solo 508 individui. Nel 2007-08, a causa dell'ostilità dei gruppi ambientalisti, la quota non venne nuovamente raggiunta, e vennero catturate solo 551 balenottere.
Nel 2012 il comitato scientifico della International Whaling Commission ha stimato il numero totale di esemplari in 515.000 unità.